# Postal Workers Union of Aotearoa
Die Postal Workers Union of Aotearoa (PWUA) ist eine Gewerkschaft für Beschäftigte der neuseeländischen Post und artverwandten Unternehmungen in Neuseeland.

## Geschichte
Die Gewerkschaft wurde nach eigenen Angaben 1994 gegründet, doch im Register des New Zealand Companies Office ist die Gründung mit dem 19. Januar 1999 als Gründungsdatum versehen. Zu diesem Datum wurde die Gewerkschaft noch unter dem Namen New Zealand Postal Workers Federation geführt. Am 21. Januar 2005 erfolgte dann die Registrierung unter dem neuen Namen.

## Gewerkschaft
Organisatorisch ist die Gewerkschaft in die beiden Distrikte PWUA Northern und PWUA Southern unterteilt, wobei der Bereich Northern seinen Sitz in Auckland hat und von Taupō im Süden bis zur Nordspitze der Nordinsel reicht, wohingegen der Bereich Southern seinen Sitz am Hauptsitz der Gewerkschaft in Wellington hat von Taupō auf der Nordinsel über Wellington bis zur Südspitze der Südinsel, inklusive Stewart Island reicht. Der Hauptsitz der Gewerkschaft kümmert sich um Angelegenheiten nationaler Tragweite und die beiden Organisationen auf Distrikt-Ebene um Angelegenheiten mit eher lokalem Bezug.
Der Umsatz der Gewerkschaft lässt sich aus den beim New Zealand Companies Office hinterlegten Daten für das Geschäftsjahr 2024, sowie auch für die früheren Jahre nicht zweifelsfrei ermitteln, da die betreffenden Daten nicht klar ersichtlich zuzuordnen sind.